# بركة السجر
بركة السچ‍ر أو السكر هي موقع أثري عراقي في طريق الحج الكوفي في منطقة السجر في ناحية الشبكة بقضاء النجف بمحافظة النجف بالبادية العراقية غرب العراق، وفي سنة 2017 جعلته وزارة الثقافة موقعاً أثرياً.
والسچ‍ر هو شعيب أرضه سهلة ذات آبار كثيرة، البعد بينه وبين بركة العمية 14 كيلومتراً، والبعد بين السجر والشبجة 9 كيلومترات.

## وصلات خارجية
- موقع بئر السجر في الخارطة العراقية اللوجستية العامة (As Sikr) Iraq:General Logistics Planning Map 2015